# ژوهانسبورگ
ژوهانْسبورگ یا یوهانسبورگ بزرگ‌ترین و پرجمعیت ترین شهر کشور آفریقای جنوبی است و در نزد مردم به شهر طلا شهرت دارد. یوهانسبورگ پایتخت اقتصادی و صنعتی محسوب شده و مرکز استان گائوتنگ ثروتمندترین استان آفریقای جنوبی است. این شهر یکی از ۵۰ شهر بزرگ دنیا می باشد. و بزرگ‌ترین شهر محصور در خشکی(بدون اقیانوس، دریا، دریاچه، آبگیر بزرگ‌ و رودخانه داخلی) در قاره آفریقا است.

## جمعیت
بر اساس آمار سال ۲۰۱۹ جمعیت بخش مرکزی شهر ۵٬۶۱۹٬۰۰۰ نفر و شهر با حومه‌هایش ۷٬۱۵۱٬۴۴۷ نفر بود.

## آب‌وهوا
| داده‌های اقلیم ژوهانْسبورگ                    | داده‌های اقلیم ژوهانْسبورگ | داده‌های اقلیم ژوهانْسبورگ | داده‌های اقلیم ژوهانْسبورگ | داده‌های اقلیم ژوهانْسبورگ | داده‌های اقلیم ژوهانْسبورگ | داده‌های اقلیم ژوهانْسبورگ | داده‌های اقلیم ژوهانْسبورگ | داده‌های اقلیم ژوهانْسبورگ | داده‌های اقلیم ژوهانْسبورگ | داده‌های اقلیم ژوهانْسبورگ | داده‌های اقلیم ژوهانْسبورگ | داده‌های اقلیم ژوهانْسبورگ | داده‌های اقلیم ژوهانْسبورگ |
| ماه                                         | ژانویه                   | فوریه                    | مارس                     | آوریل                    | مه                       | ژوئن                     | ژوئیه                    | اوت                      | سپتامبر                  | اکتبر                    | نوامبر                   | دسامبر                   | سال                      |
| ------------------------------------------- | ------------------------ | ------------------------ | ------------------------ | ------------------------ | ------------------------ | ------------------------ | ------------------------ | ------------------------ | ------------------------ | ------------------------ | ------------------------ | ------------------------ | ------------------------ |
| سابقهٔ بیش‌ترین °C (°F)                       | ۳۵ (۹۵)                  | ۳۴ (۹۳)                  | ۳۲ (۹۰)                  | ۲۹ (۸۴)                  | ۲۶ (۷۹)                  | ۲۳ (۷۳)                  | ۲۴ (۷۵)                  | ۲۶ (۷۹)                  | ۳۱ (۸۸)                  | ۳۲ (۹۰)                  | ۳۳ (۹۱)                  | ۳۲ (۹۰)                  | ۳۵ (۹۵)                  |
| میانگین بیش‌ترین °C (°F)                     | ۲۵٫۶ (۷۸)                | ۲۵٫۱ (۷۷)                | ۲۴٫۰ (۷۵)                | ۲۱٫۱ (۷۰)                | ۱۸٫۹ (۶۶)                | ۱۶٫۰ (۶۱)                | ۱۶٫۷ (۶۲)                | ۱۹٫۴ (۶۷)                | ۲۲٫۸ (۷۳)                | ۲۳٫۸ (۷۵)                | ۲۴٫۲ (۷۶)                | ۲۵٫۲ (۷۷)                | ۲۱٫۹ (۷۱)                |
| میانگین کم‌ترین °C (°F)                      | ۱۴٫۷ (۵۸)                | ۱۴٫۱ (۵۷)                | ۱۳٫۱ (۵۶)                | ۱۰٫۳ (۵۱)                | ۷٫۲ (۴۵)                 | ۴٫۱ (۳۹)                 | ۴٫۱ (۳۹)                 | ۶٫۲ (۴۳)                 | ۹٫۳ (۴۹)                 | ۱۱٫۲ (۵۲)                | ۱۲٫۷ (۵۵)                | ۱۳٫۹ (۵۷)                | ۱۰٫۱ (۵۰)                |
| سابقهٔ کم‌ترین °C (°F)                        | ۷ (۴۵)                   | ۶ (۴۳)                   | ۲ (۳۶)                   | ۱ (۳۴)                   | −۳ (۲۷)                  | −۸ (۱۸)                  | −۵ (۲۳)                  | −۵ (۲۳)                  | −۳ (۲۷)                  | ۰ (۳۲)                   | ۲ (۳۶)                   | ۴ (۳۹)                   | −۸ (۱۸)                  |
| بارندگی میلی‌متر (اینچ)                      | ۱۲۵ (۴٫۹۲)               | ۹۰ (۳٫۵۴)                | ۹۱ (۳٫۵۸)                | ۵۴ (۲٫۱۳)                | ۱۳ (۰٫۵۱)                | ۹ (۰٫۳۵)                 | ۴ (۰٫۱۶)                 | ۶ (۰٫۲۴)                 | ۲۷ (۱٫۰۶)                | ۷۲ (۲٫۸۳)                | ۱۱۷ (۴٫۶۱)               | ۱۰۵ (۴٫۱۳)               | ۷۱۳ (۲۸٫۰۷)              |
| میانگین روزهای بارندگی                      | ۱۵٫۹                     | ۱۱٫۲                     | ۱۱٫۹                     | ۸٫۶                      | ۲٫۹                      | ۲                        | ۱                        | ۲٫۱                      | ۳٫۸                      | ۹٫۸                      | ۱۵٫۲                     | ۱۴٫۹                     | ۹۹٫۳                     |
| میانگین روزانه ساعت‌های تابش آفتاب           | ۲۵۱٫۱                    | ۲۲۴                      | ۲۳۸٫۷                    | ۲۳۷                      | ۲۷۵٫۹                    | ۲۶۷                      | ۲۸۵٫۲                    | ۲۸۵٫۲                    | ۲۸۲                      | ۲۶۹٫۷                    | ۲۴۹                      | ۲۶۳٫۵                    | ۳٬۱۲۸٫۳                  |
| منبع شماره ۱: Hong Kong Observatory         |                          |                          |                          |                          |                          |                          |                          |                          |                          |                          |                          |                          |                          |
| منبع شماره ۲: South African Weather Service |                          |                          |                          |                          |                          |                          |                          |                          |                          |                          |                          |                          |                          |